# Chuối tiêu hồng Khoái Châu
Chuối tiêu hồng Khoái Châu là nhãn hiệu chứng nhận được Cục Sở hữu trí tuệ cấp cho sản phẩm chuối tiêu hồng được trồng trên địa bàn huyện Khoái Châu, tỉnh Hưng Yên, theo Quyết định số 70428/QĐ-SHTT ngày 15/12/2015.

## Quy mô
Huyện Khoái Châu có vùng trồng chuối tiêu hồng lớn của tỉnh Hưng Yên với diện tích hơn 500 ha, trồng tập trung tại các xã: Tứ Dân, Tân Châu, Đông Ninh, Đại Tập, Hàm Tử... Hàng năm, sản lượng chuối tiêu hồng tại Khoái Châu đạt khoảng hơn 30.000 tấn cho trị giá trên 200 tỷ đồng.

## Đặc điểm
Quả chuối tiêu hồng có trọng lượng 180 - 200 g/quả, khi ăn có vị ngọt, thơm. Năng suất chuối tiêu hồng đạt 35 - 50 tấn/ha/năm.

## Thị trường tiêu thụ
Chuối được tiêu thụ mạnh ở thị trường trong nước và là sản phẩm đang xuất khẩu ra nhiều nước như: Trung Quốc, Hàn Quốc, Nga, Ả Rập...